# WTA-seizoen 2012
Het WTA-seizoen in 2012 bestond uit de internationale tennistoernooien die door de WTA werden georganiseerd in het kalenderjaar 2012. In het onderstaande overzicht zijn voor de overzichtelijkheid ook de grandslamtoernooien, de Fed Cup en de Hopman Cup toegevoegd, hoewel deze door de ITF werden georganiseerd.

## Legenda
| Grandslamtoernooien        |
| Eindejaarskampioenschappen |
| Premier Mandatory          |
| Premier Five               |
| Premier                    |
| International              |
| Challenger                 |
| Toernooien voor teams      |

### Codering
De codering voor het aantal deelnemers is als volgt:
"128S/96Q/64D/32X" betekent:
- 128 deelnemers aan hoofdtoernooi vrouwenenkelspel (S)
- 96 aan het vrouwenkwalificatietoernooi (Q)
- 64 koppels in het vrouwendubbelspel (D)
- 32 koppels in het gemengd dubbelspel (X)

Alle toernooien werden in principe buiten gespeeld, tenzij anders vermeld.
RR = groepswedstrijden ("Round Robin"), (i) = indoor

## WTA-toernooikalender

### Januari
| Week van              | Toernooi | Winnares                                                                        | Verliezend finaliste                         | Uitslag finale      |         |
| --------------------- | --- | ------------------------------------------------------------------------------- | -------------------------------------------- | ------------------- | ------- |
| 2 januari             | Hopman Cup Perth, Australië Hopman Cup XXIV AU$1.000.000 - hardcourt (i) - 8 gemengde teams (RR)                 | Tsjechië – Petra Kvitová – Tomáš Berdych                                        | Frankrijk – Marion Bartoli – Richard Gasquet | 2-0                 | details |
| 2 januari             | Brisbane International Brisbane, Australië WTA Premier Tournaments $655.000 - hardcourt - 32S/32Q/16D            | Kaia Kanepi                                                                     | Daniela Hantuchová                           | 6-2, 6-1            | details |
| 2 januari             | Brisbane International Brisbane, Australië WTA Premier Tournaments $655.000 - hardcourt - 32S/32Q/16D            | Nuria Llagostera Vives Arantxa Parra Santonja                                   | Raquel Kops-Jones Abigail Spears             | 7-6, 7-6            | details |
| 2 januari             | ASB Classic Auckland, Nieuw-Zeeland WTA International Tournaments $220.000 - hardcourt - 32S/32Q/16D             | Zheng Jie                                                                       | Flavia Pennetta                              | 2-6, 6-3, 2-0, opg. | details |
| 2 januari             | ASB Classic Auckland, Nieuw-Zeeland WTA International Tournaments $220.000 - hardcourt - 32S/32Q/16D             | Andrea Hlaváčková Lucie Hradecká                                                | Julia Görges Flavia Pennetta                 | 6-7, 6-2, [10-7]    | details |
| 9 januari             | Apia International Sydney Sydney, Australië WTA Premier Tournaments $637.000 - hardcourt - 30S/48Q/16D           | Viktoryja Azarenka                                                              | Li Na                                        | 6-2, 1-6, 6-3       | details |
| 9 januari             | Apia International Sydney Sydney, Australië WTA Premier Tournaments $637.000 - hardcourt - 30S/48Q/16D           | Květa Peschke Katarina Srebotnik                                                | Liezel Huber Lisa Raymond                    | 6-1, 4-6, [13-11]   | details |
| 9 januari             | Moorilla Hobart International Hobart, Australië WTA International Tournaments $220.000 - hardcourt - 32S/32Q/16D | Mona Barthel                                                                    | Yanina Wickmayer                             | 6-1, 6-2            | details |
| 9 januari             | Moorilla Hobart International Hobart, Australië WTA International Tournaments $220.000 - hardcourt - 32S/32Q/16D | Irina-Camelia Begu Monica Niculescu                                             | Chuang Chia-jung Marina Erakovic             | 6-7, 7-6, [10-5]    | details |
| 16 januari 23 januari | Australian Open Melbourne, Australië Grand slam A$26.000.000 - hardcourt - 128S/96Q/64D/32X                      | Viktoryja Azarenka                                                              | Maria Sjarapova                              | 6-3, 6-0            | details |
| 16 januari 23 januari | Australian Open Melbourne, Australië Grand slam A$26.000.000 - hardcourt - 128S/96Q/64D/32X                      | Svetlana Koeznetsova Vera Zvonarjova                                            | Sara Errani Roberta Vinci                    | 5-7, 6-4, 6-3       | details |
| 16 januari 23 januari | Australian Open Melbourne, Australië Grand slam A$26.000.000 - hardcourt - 128S/96Q/64D/32X                      | Bethanie Mattek-Sands Horia Tecău                                               | Jelena Vesnina Leander Paes                  | 6-3, 5-7, [10-3]    | details |
| 30 januari            | Fed Cup (eerste ronde)                                                                                           | Rusland 3–2 Spanje Servië 3–2 België Italië 3–2 Oekraïne Tsjechië 4–1 Duitsland |                                              |                     | details |

### Februari
| Week van    | Toernooi | Winnares                         | Verliezend finaliste                          | Uitslag finale      |         |
| ----------- | --- | -------------------------------- | --------------------------------------------- | ------------------- | ------- |
| 6 februari  | Open GDF Suez Parijs, Frankrijk WTA Premier Tournaments $637.000 - hardcourt (i) - 30S/32Q/16D                               | Angelique Kerber                 | Marion Bartoli                                | 7-6, 5-7, 6-3       | details |
| 6 februari  | Open GDF Suez Parijs, Frankrijk WTA Premier Tournaments $637.000 - hardcourt (i) - 30S/32Q/16D                               | Liezel Huber Lisa Raymond        | Anna-Lena Grönefeld Petra Martić              | 7-6, 6-1            | details |
| 6 februari  | PTT Pattaya Open Pattaya, Thailand WTA International Tournaments $220.000 - hardcourt - 32S/32Q/16D                          | Daniela Hantuchová               | Maria Kirilenko                               | 6-7, 6-3, 6-3       | details |
| 6 februari  | PTT Pattaya Open Pattaya, Thailand WTA International Tournaments $220.000 - hardcourt - 32S/32Q/16D                          | Sania Mirza Anastasia Rodionova  | Chan Hao-ching Chan Yung-jan                  | 3-6, 6-1, [10-8]    | details |
| 13 februari | Qatar Total Open Doha, Qatar WTA Premier Five Tournaments $2.168.400 - hardcourt - 56S/32Q/26D                               | Viktoryja Azarenka               | Samantha Stosur                               | 6-1, 6-2            | details |
| 13 februari | Qatar Total Open Doha, Qatar WTA Premier Five Tournaments $2.168.400 - hardcourt - 56S/32Q/26D                               | Liezel Huber Lisa Raymond        | Raquel Kops-Jones Abigail Spears              | 6-3, 6-1            | details |
| 13 februari | Copa BBVA Colsanitas Bogota, Colombia WTA International Tournaments $220.000 - gravel - 32S/32Q/16D                          | Lara Arruabarrena Vecino         | Aleksandra Panova                             | 6-2, 7-5            | details |
| 13 februari | Copa BBVA Colsanitas Bogota, Colombia WTA International Tournaments $220.000 - gravel - 32S/32Q/16D                          | Eva Birnerová Aleksandra Panova  | Mandy Minella Stefanie Vögele                 | 6-2, 6-2            | details |
| 20 februari | Memphis International Memphis, Verenigde Staten WTA International Tournaments $220.000 - hardcourt (i) - 32S/32Q/16D         | Sofia Arvidsson                  | Marina Erakovic                               | 6-3, 6-4            | details |
| 20 februari | Memphis International Memphis, Verenigde Staten WTA International Tournaments $220.000 - hardcourt (i) - 32S/32Q/16D         | Andrea Hlaváčková Lucie Hradecká | Vera Doesjevina Volha Havartsova              | 6-3, 6-4            | details |
| 20 februari | Dubai Duty Free Championships Dubai, Verenigde Arabische Emiraten WTA Premier Tournaments $700.000 - hardcourt - 28S/32Q/16D | Agnieszka Radwańska              | Julia Görges                                  | 7-5, 6-4            | details |
| 20 februari | Dubai Duty Free Championships Dubai, Verenigde Arabische Emiraten WTA Premier Tournaments $700.000 - hardcourt - 28S/32Q/16D | Liezel Huber Lisa Raymond        | Sania Mirza Jelena Vesnina                    | 6-2, 6-1            | details |
| 20 februari | Whirlpool Monterrey Open Monterrey, Mexico WTA International Tournaments $220.000 - hardcourt - 32S/32Q/16D                  | Tímea Babos                      | Alexandra Cadanțu                             | 6-4, 6-4            | details |
| 20 februari | Whirlpool Monterrey Open Monterrey, Mexico WTA International Tournaments $220.000 - hardcourt - 32S/32Q/16D                  | Sara Errani Roberta Vinci        | Kimiko Date-Krumm Zhang Shuai                 | 6-2, 7-6            | details |
| 27 februari | Abierto Mexicano Telcel Acapulco, Mexico WTA International Tournaments $220.000 - gravel - 32S/32Q/16D                       | Sara Errani                      | Flavia Pennetta                               | 5-7, 7-6, 6-0       | details |
| 27 februari | Abierto Mexicano Telcel Acapulco, Mexico WTA International Tournaments $220.000 - gravel - 32S/32Q/16D                       | Sara Errani Roberta Vinci        | Lourdes Domínguez Lino Arantxa Parra Santonja | 6-2, 6-1            | details |
| 27 februari | BMW Malaysian Open Kuala Lumpur, Maleisië WTA International Tournaments $220.000 - hardcourt - 32S/32Q/16D                   | Hsieh Su-wei                     | Petra Martić                                  | 2-6, 7-5, 4-1, opg. | details |
| 27 februari | BMW Malaysian Open Kuala Lumpur, Maleisië WTA International Tournaments $220.000 - hardcourt - 32S/32Q/16D                   | Chang Kai-chen Chuang Chia-jung  | Chan Hao-ching Rika Fujiwara                  | 7-5, 6-4            | details |

### Maart
| Week van          | Toernooi | Winnares                      | Verliezend finaliste       | Uitslag finale   |         |
| ----------------- | --- | ----------------------------- | -------------------------- | ---------------- | ------- |
| 5 maart 12 maart  | BNP Paribas Open Indian Wells, Verenigde Staten WTA Premier Mandatory Tournaments $5.500.000 - hardcourt - 96S/48Q/32D | Viktoryja Azarenka            | Maria Sjarapova            | 6-2, 6-3         | details |
| 5 maart 12 maart  | BNP Paribas Open Indian Wells, Verenigde Staten WTA Premier Mandatory Tournaments $5.500.000 - hardcourt - 96S/48Q/32D | Liezel Huber Lisa Raymond     | Sania Mirza Jelena Vesnina | 6-2, 6-3         | details |
| 19 maart 26 maart | Sony Ericsson Open Miami, Verenigde Staten WTA Premier Mandatory Tournaments $4.828.050 - hardcourt - 96S/48Q/32D      | Agnieszka Radwańska           | Maria Sjarapova            | 7-5, 6-4         | details |
| 19 maart 26 maart | Sony Ericsson Open Miami, Verenigde Staten WTA Premier Mandatory Tournaments $4.828.050 - hardcourt - 96S/48Q/32D      | Maria Kirilenko Nadja Petrova | Sara Errani Roberta Vinci  | 7-6, 4-6, [10-4] | details |

### April
| Week van | Toernooi | Winnares                                   | Verliezend finaliste                       | Uitslag finale   |         |
| -------- | --- | ------------------------------------------ | ------------------------------------------ | ---------------- | ------- |
| 2 april  | Family Circle Cup Charleston, Verenigde Staten WTA Premier Tournaments $740.000 - gravel - 56S/48Q/16D         | Serena Williams                            | Lucie Šafářová                             | 6-0, 6-1         | details |
| 2 april  | Family Circle Cup Charleston, Verenigde Staten WTA Premier Tournaments $740.000 - gravel - 56S/48Q/16D         | Anastasija Pavljoetsjenkova Lucie Šafářová | Anabel Medina Garrigues Jaroslava Sjvedova | 5-7, 6-4, [10-6] | details |
| 9 april  | Barcelona Ladies Open Barcelona, Spanje WTA International Tournaments $220.000 - gravel - 32S/32Q/16D          | Sara Errani                                | Dominika Cibulková                         | 6-2, 6-2         | details |
| 9 april  | Barcelona Ladies Open Barcelona, Spanje WTA International Tournaments $220.000 - gravel - 32S/32Q/16D          | Sara Errani Roberta Vinci                  | Flavia Pennetta Francesca Schiavone        | 6-0, 6-2         | details |
| 9 april  | e-Boks Open Kopenhagen, Denemarken WTA International Tournaments $220.000 - hardcourt (i) - 32S/32Q/16D        | Angelique Kerber                           | Caroline Wozniacki                         | 6-4, 6-4         | details |
| 9 april  | e-Boks Open Kopenhagen, Denemarken WTA International Tournaments $220.000 - hardcourt (i) - 32S/32Q/16D        | Kimiko Date-Krumm Rika Fujiwara            | Sofia Arvidsson Kaia Kanepi                | 6-2, 4-6, [10-5] | details |
| 16 april | Fed Cup (halve finale)                                                                                         | Servië 3–2 Rusland Tsjechië 4–1 Italië     |                                            |                  | details |
| 23 april | Porsche Tennis Grand Prix Stuttgart, Duitsland WTA Premier Tournaments $740.000 - gravel (i) - 28S/32Q/16D     | Maria Sjarapova                            | Viktoryja Azarenka                         | 6-1, 6-4         | details |
| 23 april | Porsche Tennis Grand Prix Stuttgart, Duitsland WTA Premier Tournaments $740.000 - gravel (i) - 28S/32Q/16D     | Iveta Benešová Barbora Záhlavová-Strýcová  | Julia Görges Anna-Lena Grönefeld           | 6-4, 7-5         | details |
| 23 april | GP de SAR La Princesse Lalla Meryem Fez, Marokko WTA International Tournaments $220.000 - gravel - 32S/32Q/16D | Kiki Bertens                               | Laura Pous Tió                             | 7-5, 6-0         | details |
| 23 april | GP de SAR La Princesse Lalla Meryem Fez, Marokko WTA International Tournaments $220.000 - gravel - 32S/32Q/16D | Petra Cetkovská Aleksandra Panova          | Irina-Camelia Begu Alexandra Cadanțu       | 3-6, 7-6, [11-9] | details |
| 30 april | Estoril Open Estoril, Portugal WTA International Tournaments $220.000 - gravel - 32S/32Q/16D                   | Kaia Kanepi                                | Carla Suárez Navarro                       | 3-6, 7-6, 6-4    | details |
| 30 april | Estoril Open Estoril, Portugal WTA International Tournaments $220.000 - gravel - 32S/32Q/16D                   | Chuang Chia-jung Zhang Shuai               | Jaroslava Sjvedova Galina Voskobojeva      | 4-6, 6-1, [11-9] | details |
| 30 april | Budapest Grand Prix Boedapest, Hongarije WTA International Tournaments $220.000 - gravel - 32S/32Q/16D         | Sara Errani                                | Jelena Vesnina                             | 7-5, 6-4         | details |
| 30 april | Budapest Grand Prix Boedapest, Hongarije WTA International Tournaments $220.000 - gravel - 32S/32Q/16D         | Janette Husárová Magdaléna Rybáriková      | Eva Birnerová Michaëlla Krajicek           | 6-4, 6-2         | details |

### Mei
| Week van      | Toernooi | Winnares                          | Verliezend finaliste               | Uitslag finale   |         |
| ------------- | --- | --------------------------------- | ---------------------------------- | ---------------- | ------- |
| 7 mei         | Mutua Madrid Open Madrid, Spanje WTA Premier Mandatory Tournaments €3.755.140 - gravel - 64S/32Q/28D              | Serena Williams                   | Viktoryja Azarenka                 | 6-1, 6-3         | details |
| 7 mei         | Mutua Madrid Open Madrid, Spanje WTA Premier Mandatory Tournaments €3.755.140 - gravel - 64S/32Q/28D              | Sara Errani Roberta Vinci         | Jekaterina Makarova Jelena Vesnina | 6-1, 3-6, [10-4] | details |
| 14 mei        | Internazionali BNL d'Italia Rome, Italië WTA Premier Five Tournaments $2.168.400 - gravel - 56S/32Q/28D           | Maria Sjarapova                   | Li Na                              | 4-6, 6-4, 7-6    | details |
| 14 mei        | Internazionali BNL d'Italia Rome, Italië WTA Premier Five Tournaments $2.168.400 - gravel - 56S/32Q/28D           | Sara Errani Roberta Vinci         | Jekaterina Makarova Jelena Vesnina | 6-2, 7-5         | details |
| 21 mei        | Brussels Open Brussel, België WTA Premier Tournaments $637.000 - gravel - 30S/32Q/16D                             | Agnieszka Radwańska               | Simona Halep                       | 7-5, 6-0         | details |
| 21 mei        | Brussels Open Brussel, België WTA Premier Tournaments $637.000 - gravel - 30S/32Q/16D                             | Bethanie Mattek-Sands Sania Mirza | Alicja Rosolska Zheng Jie          | 6-3, 6-2         | details |
| 21 mei        | Internationaux de Strasbourg Straatsburg, Frankrijk WTA International Tournaments $220.000 - gravel - 32S/32Q/16D | Francesca Schiavone               | Alizé Cornet                       | 6-4, 6-4         | details |
| 21 mei        | Internationaux de Strasbourg Straatsburg, Frankrijk WTA International Tournaments $220.000 - gravel - 32S/32Q/16D | Volha Havartsova Klaudia Jans     | Natalie Grandin Vladimíra Uhlířová | 6-7, 6-3, [10-3] | details |
| 28 mei 4 juni | Roland Garros Parijs, Frankrijk Grand slam €18.718.000 - gravel - 128S/96Q/64D/32X                                | Maria Sjarapova                   | Sara Errani                        | 6-3, 6-2         | details |
| 28 mei 4 juni | Roland Garros Parijs, Frankrijk Grand slam €18.718.000 - gravel - 128S/96Q/64D/32X                                | Sara Errani Roberta Vinci         | Maria Kirilenko Nadja Petrova      | 4-6, 6-4, 6-2    | details |
| 28 mei 4 juni | Roland Garros Parijs, Frankrijk Grand slam €18.718.000 - gravel - 128S/96Q/64D/32X                                | Sania Mirza Mahesh Bhupathi       | Klaudia Jans Santiago González     | 7-6, 6-1         | details |

### Juni
| Week van       | Toernooi | Winnares                                           | Verliezend finaliste             | Uitslag finale   |         |
| -------------- | --- | -------------------------------------------------- | -------------------------------- | ---------------- | ------- |
| 11 juni        | Aegon Classic Birmingham, Verenigd Koninkrijk WTA International Tournaments $220.000 - gras - 56S/32Q/16D       | Melanie Oudin                                      | Jelena Janković                  | 6-4, 6-2         | details |
| 11 juni        | Aegon Classic Birmingham, Verenigd Koninkrijk WTA International Tournaments $220.000 - gras - 56S/32Q/16D       | Tímea Babos Hsieh Su-wei                           | Liezel Huber Lisa Raymond        | 7-5, 6-7, [10-8] | details |
| 11 juni        | Nürnberger Gastein Ladies Bad Gastein, Oostenrijk WTA International Tournaments $220.000 - gravel - 32S/16Q/16D | Alizé Cornet                                       | Yanina Wickmayer                 | 7-5, 7-6         | details |
| 11 juni        | Nürnberger Gastein Ladies Bad Gastein, Oostenrijk WTA International Tournaments $220.000 - gravel - 32S/16Q/16D | Jill Craybas Julia Görges                          | Anna-Lena Grönefeld Petra Martić | 6-7, 6-4, [11-9] | details |
| 18 juni        | Aegon International Eastbourne, Verenigd Koninkrijk WTA Premier Tournaments $637.000 - gras - 32S/28Q/16D       | Tamira Paszek                                      | Angelique Kerber                 | 5-7, 6-3, 7-5    | details |
| 18 juni        | Aegon International Eastbourne, Verenigd Koninkrijk WTA Premier Tournaments $637.000 - gras - 32S/28Q/16D       | Nuria Llagostera Vives María José Martínez Sánchez | Liezel Huber Lisa Raymond        | 6-4, opg.        | details |
| 18 juni        | Unicef Open Rosmalen, Nederland WTA International Tournaments $220.000 - gras - 32S/16Q/16D                     | Nadja Petrova                                      | Urszula Radwańska                | 6-4, 6-3         | details |
| 18 juni        | Unicef Open Rosmalen, Nederland WTA International Tournaments $220.000 - gras - 32S/16Q/16D                     | Sara Errani Roberta Vinci                          | Maria Kirilenko Nadja Petrova    | 6-4, 3-6, [11-9] | details |
| 25 juni 2 juli | Wimbledon Londen, Verenigd Koninkrijk Grand slam £8.030.000 - gras - 128S/96Q/64D/48X                           | Serena Williams                                    | Agnieszka Radwańska              | 6-1, 5-7, 6-2    | details |
| 25 juni 2 juli | Wimbledon Londen, Verenigd Koninkrijk Grand slam £8.030.000 - gras - 128S/96Q/64D/48X                           | Serena Williams Venus Williams                     | Andrea Hlaváčková Lucie Hradecká | 7-5, 6-4         | details |
| 25 juni 2 juli | Wimbledon Londen, Verenigd Koninkrijk Grand slam £8.030.000 - gras - 128S/96Q/64D/48X                           | Lisa Raymond Mike Bryan                            | Jelena Vesnina Leander Paes      | 6-3, 5-7, 6-4    | details |

### Juli
| Week van | Toernooi | Winnares                                   | Verliezend finaliste              | Uitslag finale   |         |
| -------- | --- | ------------------------------------------ | --------------------------------- | ---------------- | ------- |
| 9 juli   | Bank of the West Classic Stanford, Verenigde Staten WTA Premier Tournaments $640.000 - hardcourt - 28S/16Q/16D | Serena Williams                            | Coco Vandeweghe                   | 7-5, 6-3         | details |
| 9 juli   | Bank of the West Classic Stanford, Verenigde Staten WTA Premier Tournaments $640.000 - hardcourt - 28S/16Q/16D | Marina Erakovic Heather Watson             | Jarmila Gajdošová Vania King      | 7-5, 7-6         | details |
| 9 juli   | Italiacom Open Palermo, Italië WTA International Tournaments $220.000 - gravel - 32S/32Q/16D                   | Sara Errani                                | Barbora Záhlavová-Strýcová        | 6-1, 6-3         | details |
| 9 juli   | Italiacom Open Palermo, Italië WTA International Tournaments $220.000 - gravel - 32S/32Q/16D                   | Renata Voráčová Barbora Záhlavová-Strýcová | Darija Jurak Katalin Marosi       | 7-6, 6-4         | details |
| 16 juli  | Mercury Insurance Open Carlsbad, Verenigde Staten WTA Premier Tournaments $740.000 - hardcourt - 28S/32Q/16D   | Dominika Cibulková                         | Marion Bartoli                    | 6-1, 7-5         | details |
| 16 juli  | Mercury Insurance Open Carlsbad, Verenigde Staten WTA Premier Tournaments $740.000 - hardcourt - 28S/32Q/16D   | Raquel Kops-Jones Abigail Spears           | Vania King Nadja Petrova          | 6-2, 6-4         | details |
| 16 juli  | Sony Swedish Open Women Båstad, Zweden WTA International Tournaments $220.000 - gravel - 32S/32Q/16D           | Polona Hercog                              | Mathilde Johansson                | 0-6, 6-4, 7-5    | details |
| 16 juli  | Sony Swedish Open Women Båstad, Zweden WTA International Tournaments $220.000 - gravel - 32S/32Q/16D           | Catalina Castaño Mariana Duque Mariño      | Eva Hrdinová Mervana Jugić-Salkić | 4-6, 7-5, [10-5] | details |
| 23 juli  | Baku Cup Bakoe, Azerbeidzjan WTA International Tournaments $220.000 - hardcourt - 32S/12Q/16D                  | Bojana Jovanovski                          | Julia Cohen                       | 6-3, 6-1         | details |
| 23 juli  | Baku Cup Bakoe, Azerbeidzjan WTA International Tournaments $220.000 - hardcourt - 32S/12Q/16D                  | Iryna Boerjatsjok Valerija Solovjeva       | Eva Birnerová Alberta Brianti     | 6-3, 6-2         | details |
| 30 juli  | Olympische Spelen Londen, Verenigd Koninkrijk Olympische Spelen - gras - 64S/32D/16X                           | Serena Williams                            | Maria Sjarapova                   | 6-0, 6-1         | details |
| 30 juli  | Olympische Spelen Londen, Verenigd Koninkrijk Olympische Spelen - gras - 64S/32D/16X                           | Serena Williams Venus Williams             | Andrea Hlaváčková Lucie Hradecká  | 6-4, 6-4         | details |
| 30 juli  | Olympische Spelen Londen, Verenigd Koninkrijk Olympische Spelen - gras - 64S/32D/16X                           | Viktoryja Azarenka Maks Mirni              | Laura Robson Andy Murray          | 2-6, 6-3, [10-8] | details |
| 30 juli  | Citi Open Washington, Verenigde Staten WTA International Tournaments $220.000 - hardcourt - 32S/16Q/16D        | Magdaléna Rybáriková                       | Anastasija Pavljoetsjenkova       | 6-1, 6-1         | details |
| 30 juli  | Citi Open Washington, Verenigde Staten WTA International Tournaments $220.000 - hardcourt - 32S/16Q/16D        | Shuko Aoyama Chang Kai-chen                | Irina Falconi Chanelle Scheepers  | 7-5, 6-2         | details |

### Augustus
| Week van                | Toernooi | Winnares                         | Verliezend finaliste             | Uitslag finale    |         |
| ----------------------- | --- | -------------------------------- | -------------------------------- | ----------------- | ------- |
| 6 augustus              | Rogers Cup Montréal, Canada WTA Premier Five Tournaments $2.168.400 - hardcourt - 48S/56Q/28D                          | Petra Kvitová                    | Li Na                            | 7-5, 2-6, 6-3     | details |
| 6 augustus              | Rogers Cup Montréal, Canada WTA Premier Five Tournaments $2.168.400 - hardcourt - 48S/56Q/28D                          | Klaudia Jans Kristina Mladenovic | Nadja Petrova Katarina Srebotnik | 7-5, 2-6, [10-7]  | details |
| 13 augustus             | Western & Southern Open Cincinnati, Verenigde Staten WTA Premier Five Tournaments $2.168.400 - hardcourt - 56S/48Q/28D | Li Na                            | Angelique Kerber                 | 1-6, 6-3, 6-1     | details |
| 13 augustus             | Western & Southern Open Cincinnati, Verenigde Staten WTA Premier Five Tournaments $2.168.400 - hardcourt - 56S/48Q/28D | Andrea Hlaváčková Lucie Hradecká | Katarina Srebotnik Zheng Jie     | 6-1, 6-3          | details |
| 20 augustus             | New Haven Open at Yale New Haven, Verenigde Staten WTA Premier Tournaments $637.000 - hardcourt - 30S/32Q/16D          | Petra Kvitová                    | Maria Kirilenko                  | 7-6, 7-5          | details |
| 20 augustus             | New Haven Open at Yale New Haven, Verenigde Staten WTA Premier Tournaments $637.000 - hardcourt - 30S/32Q/16D          | Liezel Huber Lisa Raymond        | Andrea Hlaváčková Lucie Hradecká | 4-6, 6-0, [10-4]  | details |
| 20 augustus             | Texas Tennis Open Dallas, Verenigde Staten WTA International Tournaments $220.000 - hardcourt - 32S/16Q/16D            | Roberta Vinci                    | Jelena Janković                  | 7-5, 6-3          | details |
| 20 augustus             | Texas Tennis Open Dallas, Verenigde Staten WTA International Tournaments $220.000 - hardcourt - 32S/16Q/16D            | Marina Erakovic Heather Watson   | Līga Dekmeijere Irina Falconi    | 6-3, 6-0          | details |
| 27 augustus 5 september | US Open New York, Verenigde Staten Grand slam $11.517.008 - hardcourt - 128S/128Q/64D/32X                              | Serena Williams                  | Viktoryja Azarenka               | 6-2, 2-6, 7-5     | details |
| 27 augustus 5 september | US Open New York, Verenigde Staten Grand slam $11.517.008 - hardcourt - 128S/128Q/64D/32X                              | Sara Errani Roberta Vinci        | Andrea Hlaváčková Lucie Hradecká | 6-4, 6-2          | details |
| 27 augustus 5 september | US Open New York, Verenigde Staten Grand slam $11.517.008 - hardcourt - 128S/128Q/64D/32X                              | Jekaterina Makarova Bruno Soares | Květa Peschke Marcin Matkowski   | 6-7, 6-1, [12-10] | details |

### September
| Week van     | Toernooi | Winnares                          | Verliezend finaliste               | Uitslag finale   |         |
| ------------ | --- | --------------------------------- | ---------------------------------- | ---------------- | ------- |
| 10 september | Tashkent Open Tasjkent, Oezbekistan WTA International Tournaments $220.000 - hardcourt - 32S/32Q/16D                   | Irina-Camelia Begu                | Donna Vekić                        | 6-4, 6-4         | details |
| 10 september | Tashkent Open Tasjkent, Oezbekistan WTA International Tournaments $220.000 - hardcourt - 32S/32Q/16D                   | Paula Kania Palina Pechava        | Anna Tsjakvetadze Vesna Dolonts    | 6-2, 0-0, opg.   | details |
| 10 september | Bell Challenge Québec, Canada WTA International Tournaments $220.000 - tapijt (i) - 32S/32Q/16D                        | Kirsten Flipkens                  | Lucie Hradecká                     | 6-1, 7-5         | details |
| 10 september | Bell Challenge Québec, Canada WTA International Tournaments $220.000 - tapijt (i) - 32S/32Q/16D                        | Tatjana Malek Kristina Mladenovic | Alicja Rosolska Heather Watson     | 7-6, 6-7, [10-7] | details |
| 17 september | Korea Open Seoel, Zuid-Korea WTA International Tournaments $500.000 - hardcourt - 32S/32Q/16D                          | Caroline Wozniacki                | Kaia Kanepi                        | 6-1, 6-0         | details |
| 17 september | Korea Open Seoel, Zuid-Korea WTA International Tournaments $500.000 - hardcourt - 32S/32Q/16D                          | Raquel Kops-Jones Abigail Spears  | Akgul Amanmuradova Vania King      | 2-6, 6-2, [10-8] | details |
| 17 september | Guangzhou International Women's Open Guangzhou, China WTA International Tournaments $220.000 - hardcourt - 32S/32Q/16D | Hsieh Su-wei                      | Laura Robson                       | 6-3, 5-7, 6-4    | details |
| 17 september | Guangzhou International Women's Open Guangzhou, China WTA International Tournaments $220.000 - hardcourt - 32S/32Q/16D | Tamarine Tanasugarn Zhang Shuai   | Jarmila Gajdošová Monica Niculescu | 2-6, 6-2, [10-8] | details |
| 24 september | Toray Pan Pacific Open Tokio, Japan WTA Premier Five Tournaments $2.168.400 - hardcourt - 56S/32Q/16D                  | Nadja Petrova                     | Agnieszka Radwańska                | 6-0, 1-6, 6-3    | details |
| 24 september | Toray Pan Pacific Open Tokio, Japan WTA Premier Five Tournaments $2.168.400 - hardcourt - 56S/32Q/16D                  | Raquel Kops-Jones Abigail Spears  | Anna-Lena Grönefeld Květa Peschke  | 6-1, 6-4         | details |

### Oktober
| Week van   | Toernooi | Winnares                           | Verliezend finaliste                    | Uitslag finale   |         |
| ---------- | --- | ---------------------------------- | --------------------------------------- | ---------------- | ------- |
| 1 oktober  | China Open Peking, China WTA Premier Mandatory Tournaments $4.828.050 - hardcourt - 60S/32Q/28D                           | Viktoryja Azarenka                 | Maria Sjarapova                         | 6-3, 6-1         | details |
| 1 oktober  | China Open Peking, China WTA Premier Mandatory Tournaments $4.828.050 - hardcourt - 60S/32Q/28D                           | Jekaterina Makarova Jelena Vesnina | Nuria Llagostera Vives Sania Mirza      | 7-5, 7-5         | details |
| 8 oktober  | Generali Ladies Linz Linz, Oostenrijk WTA International Tournaments $220.000 - hardcourt (i) - 32S/32Q/16D                | Viktoryja Azarenka                 | Julia Görges                            | 6-3, 6-4         | details |
| 8 oktober  | Generali Ladies Linz Linz, Oostenrijk WTA International Tournaments $220.000 - hardcourt (i) - 32S/32Q/16D                | Anna-Lena Grönefeld Květa Peschke  | Julia Görges Barbora Záhlavová-Strýcová | 6-3, 6-4         | details |
| 8 oktober  | HP Open Osaka, Japan WTA International Tournaments $220.000 - hardcourt - 32S/32Q/16D                                     | Heather Watson                     | Chang Kai-chen                          | 7-5, 5-7, 7-6    | details |
| 8 oktober  | HP Open Osaka, Japan WTA International Tournaments $220.000 - hardcourt - 32S/32Q/16D                                     | Raquel Kops-Jones Abigail Spears   | Kimiko Date-Krumm Heather Watson        | 6-1, 6-4         | details |
| 15 oktober | Kremlin Cup Moskou, Rusland WTA Premier Tournaments $740.000 - hardcourt (i) - 28S/32Q/16D                                | Caroline Wozniacki                 | Samantha Stosur                         | 6-2, 4-6, 7-5    | details |
| 15 oktober | Kremlin Cup Moskou, Rusland WTA Premier Tournaments $740.000 - hardcourt (i) - 28S/32Q/16D                                | Jekaterina Makarova Jelena Vesnina | Maria Kirilenko Nadja Petrova           | 6-3, 1-6, [10-8] | details |
| 15 oktober | BGL BNP Paribas Luxembourg Open Luxemburg, Luxemburg WTA International Tournaments $220.000 - hardcourt (i) - 32S/32Q/16D | Venus Williams                     | Monica Niculescu                        | 6-2, 6-3         | details |
| 15 oktober | BGL BNP Paribas Luxembourg Open Luxemburg, Luxemburg WTA International Tournaments $220.000 - hardcourt (i) - 32S/32Q/16D | Andrea Hlaváčková Lucie Hradecká   | Irina-Camelia Begu Monica Niculescu     | 6-3, 6-4         | details |
| 22 oktober | WTA Championships Istanboel, Turkije Officieus wereldkampioenschap $4.900.000 - hardcourt (i) - 8S(RR)/4D                 | Serena Williams                    | Maria Sjarapova                         | 6-4, 6-3         | details |
| 22 oktober | WTA Championships Istanboel, Turkije Officieus wereldkampioenschap $4.900.000 - hardcourt (i) - 8S(RR)/4D                 | Maria Kirilenko Nadja Petrova      | Andrea Hlaváčková Lucie Hradecká        | 6-1, 6-4         | details |
| 29 oktober | Tournament of Champions Sofia, Bulgarije Eindejaarskampioenschap $750.000 - hardcourt (i) - 8S(RR)                        | Nadja Petrova                      | Caroline Wozniacki                      | 6-2, 6-1         | details |
| 29 oktober | Fed Cup (finale) | Tsjechië                           | Servië                                  | 3-1              | details |
| 29 oktober | OEC Taipei WTA Ladies Open Taipei, Taiwan WTA Challenger Tournaments $125.000 - tapijt (i) - 32S/16Q/16D                  | Kristina Mladenovic                | Chang Kai-chen                          | 6-4, 6-3         | details |
| 29 oktober | OEC Taipei WTA Ladies Open Taipei, Taiwan WTA Challenger Tournaments $125.000 - tapijt (i) - 32S/16Q/16D                  | Chan Hao-ching Kristina Mladenovic | Chang Kai-chen Volha Havartsova         | 5-7, 6-2, [10-8] | details |

### November en december
| Week van   | Toernooi                                                                                    | Winnares                              | Verliezend finaliste                  | Uitslag finale   |         |
| ---------- | ------------------------------------------------------------------------------------------- | ------------------------------------- | ------------------------------------- | ---------------- | ------- |
| 5 november | Royal Indian Open Pune, India WTA Challenger Tournaments $125.000 - hardcourt - 32S/10Q/16D | Elina Svitolina                       | Kimiko Date-Krumm                     | 6-2, 6-3         | details |
| 5 november | Royal Indian Open Pune, India WTA Challenger Tournaments $125.000 - hardcourt - 32S/10Q/16D | Nina Brattsjikova Oksana Kalasjnikova | Julia Glushko Noppawan Lertcheewakarn | 6-0, 4-6, [10-8] | details |

In de rest van november en in december werden traditiegetrouw geen WTA-toernooien georganiseerd.

## Primeurs
Speelsters die in 2012 hun eerste WTA-enkelspeltitel wonnen:
- Mona Barthel (Duitsland) in Hobart, Australië
- Angelique Kerber (Duitsland) in Parijs, Frankrijk
- Lara Arruabarrena (Spanje) in Bogota, Colombia
- Tímea Babos (Hongarije) in Monterrey, Mexico
- Hsieh Su-wei (Taiwan) in Kuala Lumpur, Maleisië
- Kiki Bertens (Nederland) in Fez, Marokko
- Melanie Oudin (VS) in Birmingham, VK
- Bojana Jovanovski (Servië) in Bakoe, Azerbeidzjan
- Irina-Camelia Begu (Roemenië) in Tasjkent, Oezbekistan
- Kirsten Flipkens (België) in Québec, Canada
- Heather Watson (VK) in Osaka, Japan
- Kristina Mladenovic (Frankrijk) in Taipei, Taiwan
- Elina Svitolina (Oekraïne) in Pune, India

## Statistieken toernooien

### Toernooien per ondergrond
| ondergrond   | aantal | buiten/binnen | aantal    |
| ------------ | ------ | ------------- | --------- |
| hardcourt    | 37     | buiten        | 28        |
| hardcourt    | 37     | binnen        | 9         |
| gravel       | 15     | buiten        | 14        |
| gravel       | 15     | binnen        | 1         |
| groen gravel | 1      | buiten        | 1         |
| gras         | 5      | buiten        | 5         |
| tapijt       | 2      | binnen        | 2         |
| wisselend    | 3      | (Fed Cup)     | (Fed Cup) |
| TOTAAL       | 63     |               |           |

## Bron
- (en)  Archief van de WTA

1971 · 1972 · 1973 · 1974 · 1975 · 1976 · 1977 · 1978 · 1979 · 1980 · 1981 · 1982 · 1983 · 1984 · 1985 · 1986 · 1987 · 1988 · 1989 · 1990 · 1991 · 1992 · 1993 · 1994 · 1995 · 1996 · 1997 · 1998 · 1999 · 2000 · 2001 · 2002 · 2003 · 2004 · 2005 · 2006 · 2007 · 2008 · 2009 · 2010 · 2011 · 2012 · 2013 · 2014 · 2015 · 2016 · 2017 · 2018 · 2019 · 2020 · 2021 · 2022 · 2023 · 2024 · 2025